# Engelbrektsgatan, Örebro

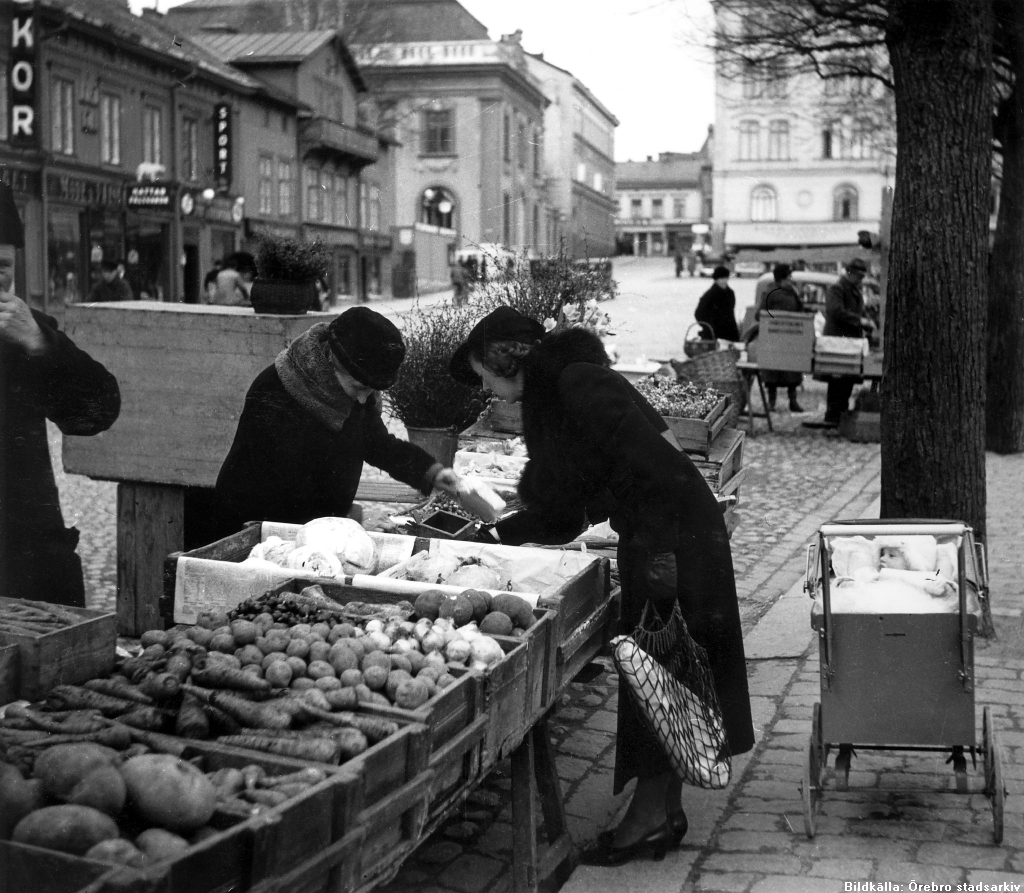
Engelbrektsgatan mot väster år 1936. Drottninggatan i fonden, Stora hotellet skymtar till höger.

Engelbrektsgatan är en gata i centrala Örebro som löper söder om Svartån österut från centrum. Den fick sitt namn år 1856. Olika delar har tidigare hetat Qvarngatan, Qvarngränden, Östra Tullgatan och Södra Smedjebacksgatan.
Engelbrektsgatan börjar vid Drottninggatan mellan Stora hotellet och Örebro tingsrätt. Den passerar Gamla Riksbankshuset, vidare längs Svartån intill Örebro slott, därefter förbi Örebro länsmuseum och Hamnplan, varefter den böjer av något söderut och går förbi Oskarstorget innan den slutar vid Rudbecksgatan intill Vinterstadion.
Engelbrektsgatan har fått sitt namn av Engelbrekt Engelbrektsson (ca 1390-1436), som en tid styrde stora delar av Sverige från Örebro slott och som står staty på Stortorget i närheten av gatans början.